# Fascismo tropical
El fascismo tropical es un término acuñado a estados poscoloniales que se consideran fascistas o que tienen tendencias autoritarias de derecha, por ejemplo, el régimen de Gnassingbé Eyadéma, dictador de Togo y el líder de la Agrupación del Pueblo Togolés. El término se ha utilizado para describir varios regímenes históricos en Haití, como la presidencia de Louis Borno o el posterior gobierno de François Duvalier.

## Desarrollo
Existe una controversia significativa con respecto a qué movimientos políticos y gobiernos en África, si los hay, pueden considerarse fascistas. El historiador y politólogo estadounidense Robert Paxton, un erudito en el tema del fascismo, ha rechazado la idea de que ha habido movimientos fascistas autóctonos en África, afirmando que no ha habido ejemplos destacados de regímenes fascistas entre las dictaduras del Tercer Mundo. Paxton también rechaza la opinión de que el gobierno de Idi Amin en Uganda fue de naturaleza fascista. Sin embargo, otros estudiosos afirman que ha habido regímenes fascistas autóctonos en África. El historiador suizo Max Liniger-Goumaz, estudioso de la historia africana, ha identificado varios regímenes africanos como ejemplos del fenómeno del "afrofascismo", entre ellos: el régimen de Francisco Macías Nguema en Guinea Ecuatorial, el régimen de Mobutu Sese Seko en Zaire, el régimen de Idi Amin en Uganda, el régimen de Gnassingbé Eyadéma en Togo y el régimen de Mengistu Haile Mariam en Etiopía.
La Coalición para la Defensa de la República y el naciente movimiento Poder Hutu  más grande, un movimiento ultranacionalista y supremacista hutu que organizó y cometió el genocidio de Ruanda con el objetivo de exterminar al pueblo tutsi de Ruanda, ha sido descrito como un ejemplo de "fascismo tropical" en África.
Tales nociones de fascismo africano indígena generalmente se han excluido, a menudo explícitamente, de las tipologías de ciencia política del fascismo. Así como Paxton, Roger Griffin rechaza la idea de que el fascismo existió en África (fuera de Sudáfrica) en su libro La naturaleza del fascismo, al argumentar que las dictaduras africanas no buscan la movilización en masa de sus poblaciones que es necesaria para que un régimen sea llamado fascista, y los grupos políticos africanos no pudieron construir mitos palingenéticos unificadores nacionalistas (otra condición previa para el verdadero fascismo) porque las fronteras nacionales africanas a menudo fueron establecidas arbitrariamente por las potencias coloniales y las lealtades tribales, religiosas y étnicas son frecuentemente mucho más fuertes que las identidades nacionales.
Otro ejemplo de Fascismo tropical es el partido Ação Integralista Brasileira y el movimiento Integralista en Brasil, uno de los movimientos de extrema derecha que más impacto tuvo en su lugar de origen.